# Cadillac Rag
Cadillac Rag — студийный альбом американского музыканта Джона Хартфорда, выпущенный в 1991 году под лейблом «Small Dog A-Barkin'», созданным самим музыкантом.

## Об альбоме
«Cadillac Rag» — один из известных академических альбомов музыканта, в которой вошли исключительно мелодии традиционной американской музыки.
Альбом был записан на студии Cowboy Arms Hotel и Recording Spa.

## Список композиций
Все песни написаны Джоном Хартфордом (Clement Family Songs, BMI).

### Сторона один
| Трек | Название песни                 | Время |
| ---- | ------------------------------ | ----- |
| 1.   | All American Rodeo Reel        | 2:53  |
| 2.   | Cadillac Rag                   | 2:17  |
| 3.   | Time To Get Together           | 4:05  |
| 4.   | Old John Hartford’s Walkaround | 2:25  |
| 5.   | Alaskan Hornpipe               | 2:24  |

### Сторона два
| Трек | Название песни          | Время |
| ---- | ----------------------- | ----- |
| 1.   | Stones River            | 3:11  |
| 2.   | Nickajacks Lament       | 3:05  |
| 3.   | Rose of Gilroy          | 4:44  |
| 4.   | Boy Unloading Crossties | 3:23  |
| 5.   | Fritz Waltz             | 2:27  |

## В записи приняли участие
- Джон Хартфорд — банджо
- Марк Ховард — гитара и мандолина
- Рой Хаски старший — бас
- Кенни Мэлон — ударные инструменты
- Джон Ядкин — скрипка
- Бадди Спишер — скрипка, B-5
- Тед Медсен — скрипка, B-5
- Джон Аллан Кетчингс — виолончель
- Бадди Эммонс — добро
- Чарльз Кокран — клавишные инструменты

Производство
- Продюсер — Марк Ховард
- Исполнительные продюсеры — Джон Хартфорд и Джек Клемент
- Mastered — Денни Пёрселл (студия — Georgetown Masters)
- Фотограф — Джим Магуайер
- Дизайн обложки — Луанн Прайс